# Артур Кейлі
А́ртур Ке́йлі (англ. Arthur Cayley; 16 серпня 1821, Річмонд — 26 січня 1895) — англійський математик.

## Біографія
Артур Кейлі народився в Річмонді (Лондон, Англія). Його батько Генрі Кейлі був далеким родичем сера Джорджа Келі — новатора в авіації. Його мати Марія Антонія Доті була дочкою Вільяма Доті. Його брат Чарльз Багот Келі був лінгвістом.
Артур провів перші вісім років в Санкт-Петербурзі. 1829 року його батьки переїхали в Блек Гелс біля Лондона. Артур ходив до приватної школи.
В 14 років він пішов в лондонську королівську школу. Шкільний учитель розгледів в ньому генія і порадив батькові не навчати його своєї професії, як той планував, а готувати його до поступання в Кембридзький університет.

### Освіта
У 17 років Келі вступив до кембридзького Триніті-коледжу. В ті часи процвітало Аналітичне товариство, і Грегорі та Леслі Елліс заснували кембридзький математичний журнал. У 20 років Кейлі передав в цей журнал три рукописи на теми навіяні прочитаними Mécanique analytique Лагранжа та роботами Лапласа.
Кейлі завершив своє навчання завоювавши звання Senior Wrangler та перший приз Сміта. Його наступним кроком було здобуття ступеня магістра мистецтв та отримання стипендії. Його наставником в Кембриджі був Джордж Пікок, а особистим репетитором — Вільям Гопкінс. Кейлі пробув у Кембриджі чотири роки. За цей час він взяв собі декілька учнів, але основною його роботою була підготовка 28 мемуарів для математичного журналу.

### Адвокат Артур Кейлі
Стипендія була не вічна, і він як і де Морган, вибрав професію адвоката, і у 25 років вступив в лондонський Lincoln's Inn. Коли він був стажистом і складав адвокатський екзамен, то їздив до Дубліна слухати лекції Гамільтона про кватерніони.
Його друг Сильвестр, старший на 5 років, був актуарієм і займався фінансовими ризиками. Вони часто гуляли разом і обговорювали теорію інваріантів і коваріантів. За ці 14 років Кейлі видав десь від 200 до 300 робіт.

### Професор Артур Кейлі
В 1863 був обраний професором чистої математики у Кембриджському університеті.
Став членом Геттінгенської академії наук.

## Внесок в математику
Кейлі написав понад 700 робіт.
В 1882 Лондонське королівське товариство присудило йому медаль Коплі.
Більшість його робіт належить до лінійної алгебри, диференціальних рівнянь та еліптичних функцій:
- Довів теорему Гамільтона — Кейлі.
- Сформулював сучасне визначення групи — теорема Кейлі.
- Розробив процедуру подвоєння комплексних чисел — процедура Кейлі-Діксона.
- Ввів поняття октоніонів.
- Граф Кейлі.
- Формула Кейлі.
- Перетворення Кейлі